# Staroveská kotlina
Staroveská kotlina je geomorfologickou částí Veterného vrchu, podcelku Spišské Magury. Leží v její severní části, v okolí města Spišská Stará Ves v Kežmarském a Staroľubovňanském okrese.

## Vymezení
Kotlina se nachází v severní části Spišské Magury a zabírá severozápadní část Veterného vrchu, svažující se k řece Dunajec. Zjednodušeně zahrnuje území od obcí Spišské Hanušovce na jihozápadě a Spišská Stará Ves na severozápadě, po Červený Kláštor a Veľký Lipník na východě. Severní a severozápadní okraj vymezuje státní hranice s Polskem, na jihozápadě s ním sousedí Repisko, podcelek Spišské Magury. Jihovýchodním směrem pokračuje podcelek Veterný vrch a severovýchodně vede údolím říčky Lipník hranice s Pieninami.
Území Staroveské kotliny je součástí povodí Dunajce, který teče severním okrajem této části pohoří a na východním okraji vytváří Prielom Dunajca. Největšími přítoky z kotliny jsou Starovinský a Hardinský potok, Rieka, Jordanec, Havka a Lipník.

## Doprava
Centrální částí kotliny vede silnice II/542 ze Spišské Belé (napojení na I/66 ) přes Magurské sedlo, Spišské Hanušovce a Matiašovce do Spišské Staré Vsi, kde kříží silnici II/543 (Spišská Stará Ves - Červený Kláštor - Haligovce - Velký Lipník) do obce Hniezdne (napojení na I/77).

## Chráněná území
Celý Veterný vrch a tedy i Staroveská kotlina leží v ochranném pásmu Pieninského národního parku. Samotný národní park leží severovýchodně a je oddělený potokem Lipník. Zvláště chráněné lokality na území kotliny nenacházejí.

## Turismus
Tato část Spišské Magury tvoří zejména východisko do sousedního Pieninského národního parku. V rámci kotliny jsou atraktivní především památky v okolí Červeného Kláštora, kde se nachází stejnojmenný kartuziánský klášter. V blízkosti obce začíná jedinečný Prielom Dunajca, ale zaujmou také obnovené lázně Smerdžonka.

### Turistické trasy
- po  červené trase (Mezinárodní Mariánská turistická trasa) z Červeného Kláštora přes Plašnú (889 m n. m.) do Veľkého Lipníka
- po  červené trase z Červeného Kláštora Prielomom Dunajca
- po  zelené trase z obce Haligovce do Lesnice
- po  modré trase z obce Červený Kláštor ke stejnojmennému kartuziánskému klášteru[2]